# Ariaramnes (noble)
Ariaramnes fou un noble persa de la cort de Xerxes I de Pèrsia.
Suposadament quan el rei estava observant la batalla de Salamina, Ariaramnes que "era un amic dels jònics" estava al seu costat i l'encoratjava en contra dels fenicis que havien acusat als jònics de covardia i traïció. Difícilment es pot identificar amb el general Ariaramnes (donat que el nom d'aquest, si existia, no seria pas Ariaramnes) i no correspon a cap noble aquemènida conegut. L'esmenta Heròdot que en cas de ser un príncep aquemènida ho hauria assenyalat.